# Mastigia epitusalis
Mastigia epitusalis (лат.) — вид чешуекрылых из подсемейства совок-пядениц. Единственный вид в роде Mastigia, первоначально описан под названием Mastygophora epitusalis.

## Описание
Щупики очень длинные. Их второй членик прямой без щетинок, его длина около 5 мм. Третий членик длиннее второго, на вершине с пучком длинных щетинок. Усики опушены короткими ресничками. Внешний край передних крыльев извилистый.

## Распространение
Вид встречается только в Венесуэле.